# جايسون فيسك
جايسون فيسك (بالإنجليزية: Jason Fisk)‏ هو لاعب كرة قدم أمريكية أمريكي، ولد في 4 سبتمبر 1972 في دافيس في الولايات المتحدة.

## وصلات خارجية
- جايسون فيسك على موقع مرجع كرة القدم المحترفة.كوم (الإنجليزية)